# B unit

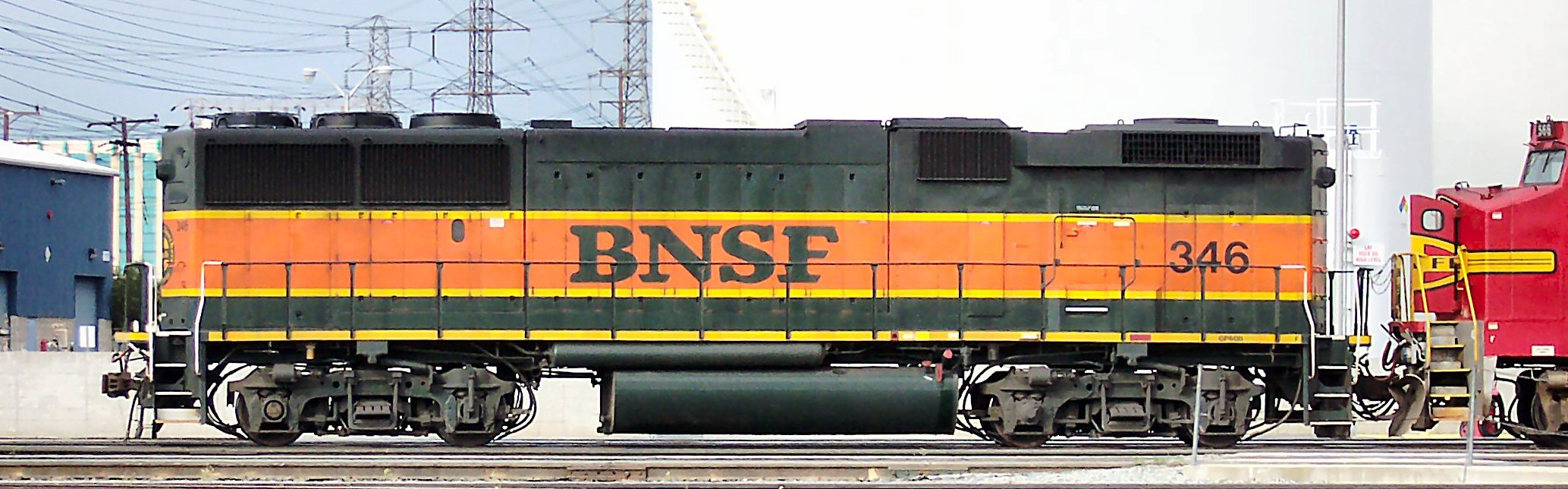
GP60B n°346 du BNSF, un rare exemple d'une unité B est encore en service en 2016.

Une unité B (B unit), dans la terminologie du chemin de fer nord-américain, est une locomotive (généralement une locomotive diesel) qui n'a pas de cabine de conduite ou de compartiment d'équipage, et qui doit donc être contrôlée à partir d'une autre locomotive ayant une cabine (unité A) et à laquelle elle est couplée. Le concept est principalement limité à l'Amérique du Nord, où il est aussi désigné par les termes de booster unit et de cabless. Ailleurs, les locomotives sans cabine de conduite sont rares ; d'autres concepts existent alors, tels que les auxiliaires de traction, qui ne sont pas des locomotives.

## Contrôles
Certaines unités B ne peuvent pas être déplacées sans une unité A, mais la plupart ont quelques commandes simples à l'intérieur de la caisse, et souvent une fenêtre de contrôle à la hauteur de ces commandes. Par exemple, les unités B de l'EMD FT avec attelages classiques avaient un cinquième hublot ajouté sur le côté droit uniquement, et destiné à la commande de la locomotive. D'autres modèles utilisent les fenêtres existantes. Ces contrôles permettent de manœuvrer l'unité B seule, dans un triage ou un atelier. Les unités B sans contrôles sont généralement couplées de manière semi-permanente à une unité A. Parfois, il y a une terminologie distincte entre les types : un booster est une unité B possédant les commandes nécessaires pour la manœuvre, et un slave (esclave) est une unité B sans contrôles.

## Raisons d'utilisation

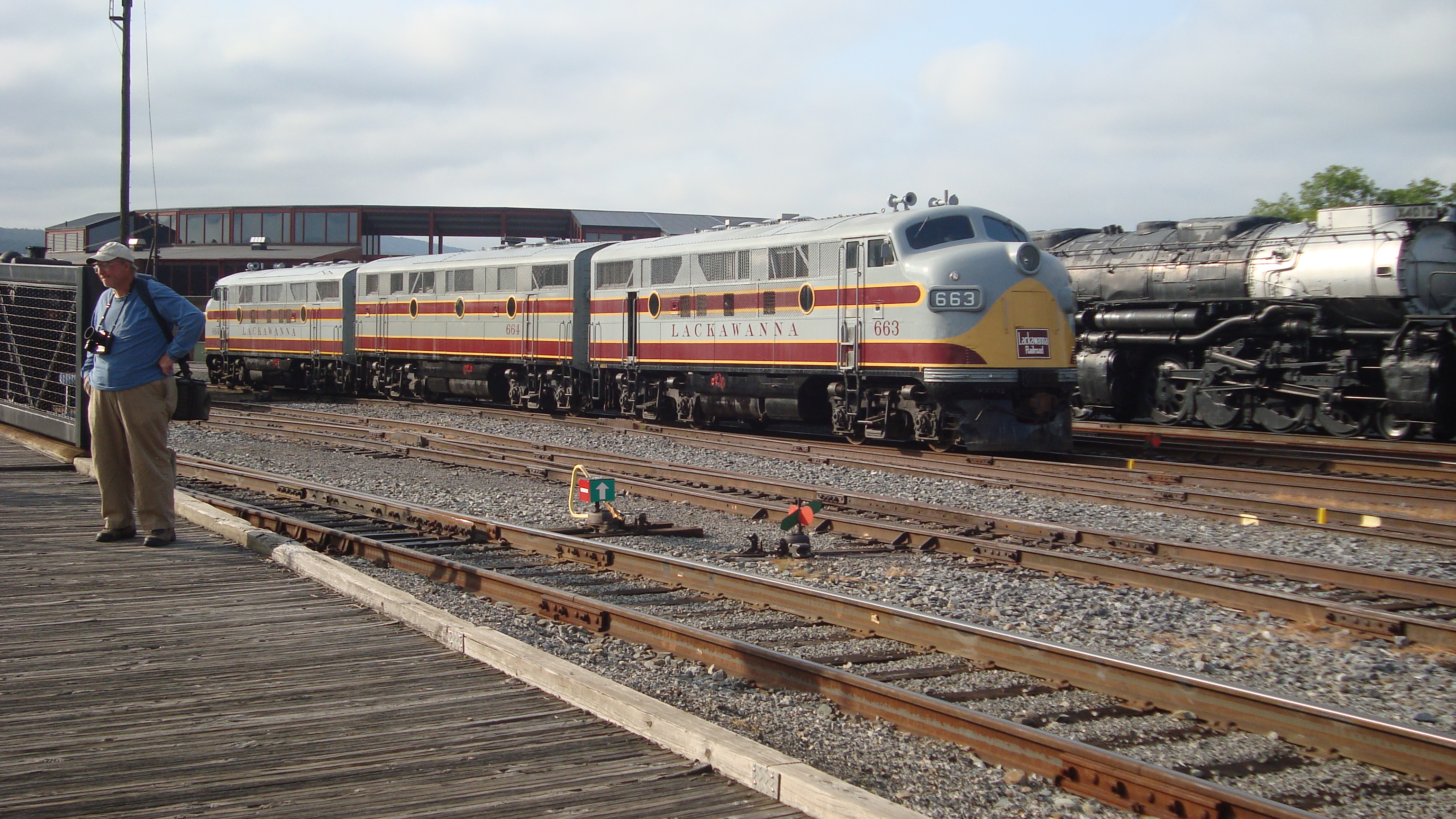
Un couplage de trois locomotives F3 (unité A + unité B + unité A) du Delaware Lackawanna and Western, préservées.

Les raisons pour lesquelles des compagnies de chemins de fer ont commandé des unités B incluent le fait qu'une unité B est un peu moins chère. Sans poste de conduite, les unités B n'ont pas besoin de pare-brise, de sièges, de radios, de chauffage et de la climatisation. Elles ne sont également pas équipées de toilettes, qui se trouvent habituellement dans le nez court (en) des locomotives diesel nord-américaines. 
En outre, lors de la période de transition entre la traction à vapeur et le diesel (transition era), les chemins de fer achetaient plusieurs machines diesel à atteler ensemble pour obtenir l'équivalent en puissance d'une locomotive à vapeur. Lorsque trois ou quatre unités diesel sont considérées comme une unité indivisible, il n'y a pas d'intérêt à avoir des unités intermédiaires pourvues de cabines. Enfin, la création d'unités B donne une ligne plus lisse aux trains de voyageurs.

## L'ère des unités B
Les unités B ont été construites dans les années 1930, 1940, 1950 et 1960, époques des « cab units ». Lorsque les hood unit des road switchers sont devenues la norme pour les locomotives diesel, certaines unités B ont été encore construites, mais beaucoup de chemins de fer conclurent alors que la baisse du coût d'une unité B ne permet pas de compenser leur manque de souplesse de fonctionnement. Quelques unités B ont été construites au cours des 40 dernières années. Les compagnies de chemins de fer qui effectuaient des commandes d'unités B en plus grande quantité que d'autres sont celles de l'Ouest des États-Unis, incluant le Southern Pacific, l'Union Pacific, le Burlington Northern, et le Santa Fe. Le Santa Fe a commandé des GP60B en 1991, les locomotives qui ont été les dernières unités B construites pour le service de route en Amérique du Nord (2005).

## Les conversions

### Depuis une unité A
Dans certains cas, une unité B est convertie à partir d'une unité A déjà existante. La cabine est retirée ou ses fenêtres masquées (comme sur les GE BQ23-7 de CSX), et tous les équipements non essentiels sont supprimés. Le volume d'équipement retiré dépend de la compagnie, mais il inclut généralement la suppression de l'indicateur de vitesse, le consignateur d'événements, le klaxon, les phares, les toilettes et le chauffage de la cabine. Cette conversion est parfois effectuée quand une unité A a été impliquée dans un accident et que la reconstruction de la cabine n'est pas rentable. 

### D'une unité B vers une unité A
Dans certains rares cas, des unités B ont été converties pour intégrer une cabine, comme sur le Chicago and North Western Railway dans les années 1970 sur la base de quelques EMD E8B achetées à l'Union Pacific. La fabrication-maison de cabines est appelée « Crandall Cabs ». Autre exemple avec le Santa Fe qui reconstruit quatre de ses cinq GP7B en GP9 avec cabines. Dans le programme de reconstruction des GP11 de l'Illinois Central Gulf, certaines machines utilisées étaient des ex-GP9B de l'Union Pacific, et pour leur SD20, certaines ex SD24B de l'UP ont également été utilisées. Le BNSF a converti une ancienne GP60B de l'ATSF (la n°370) pour en faire une GP60A (n°170) en 2010.

## Compositions inhabituelles
Dans de rares cas, une unité B roule en tête du train. Cette disposition est généralement évitée, car cela limite la visibilité depuis la cabine de l'unité A, mais cela peut arriver pour des raisons opérationnelles. 

## Liste deB units

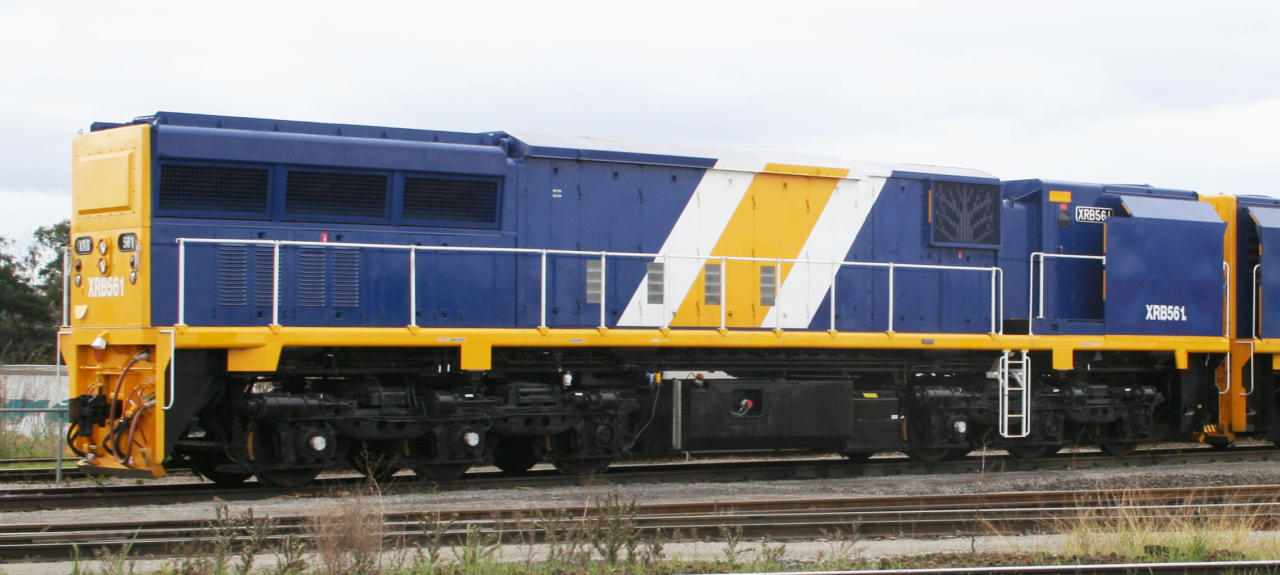
Une locomotive australienne class XRB.

Sont listés des modèles d'unités B connus, avec des divergences réglées par la dernière référence (Marre, 1995). Au moins une unité de chaque modèle a été fabriquée. Toutes les unités ci-dessous contiennent un ou plusieurs moteurs principaux et moteurs de traction. Par conséquent, les slugs et les chasse-neige auto-propulsés ne sont pas répertoriés. Les unités cow-calf ne figurent pas non plus sur la liste, car elles étaient considérées comme une seule locomotive.   

### États-Unis
Construits en usine :
- ALCO/MLW - Black Maria Booster, DL-108, DL-110, FB-1, FB-2, FSB-2, BFP-4, PB-1, PB-2, C855B, M420B
- Baldwin - AS-616B, DRS-6-6-1500B, DR-4-4-15B, RF-16B, DR-6-4-15B, DR-6-4-20B
- EMD type E - EB, E1B, E2B, E3B, E4B, E5B, E6B, E7B, E8B, E9B
- EMD type F - FTB, F2B, F3B, F7B, F9B
- EMD Hood units – DD35, GP7B, GP9B, GP30B, GP60B, SD24B
- Fairbanks-Morse - B Erie, CFB-16-4, CFB-20-4, CPB-16-4, CPB-16-5
- GE Transportation Systems - UM20B booster, B30-7A

Reconstructions :
- EMD Hood units - GP38-2B (par le Burlington Northern Railroad - BN), SD40B (par le BN), SD40-2B (par l'ATSF), SD45B (par l'ATSF), SD45-2B (par l'ATSF)
- GE Transportation Systems - U30CB (par le Burlington Northern Railroad), B36-7 (B) (par le St. Louis Southwestern Railway).

### Russie

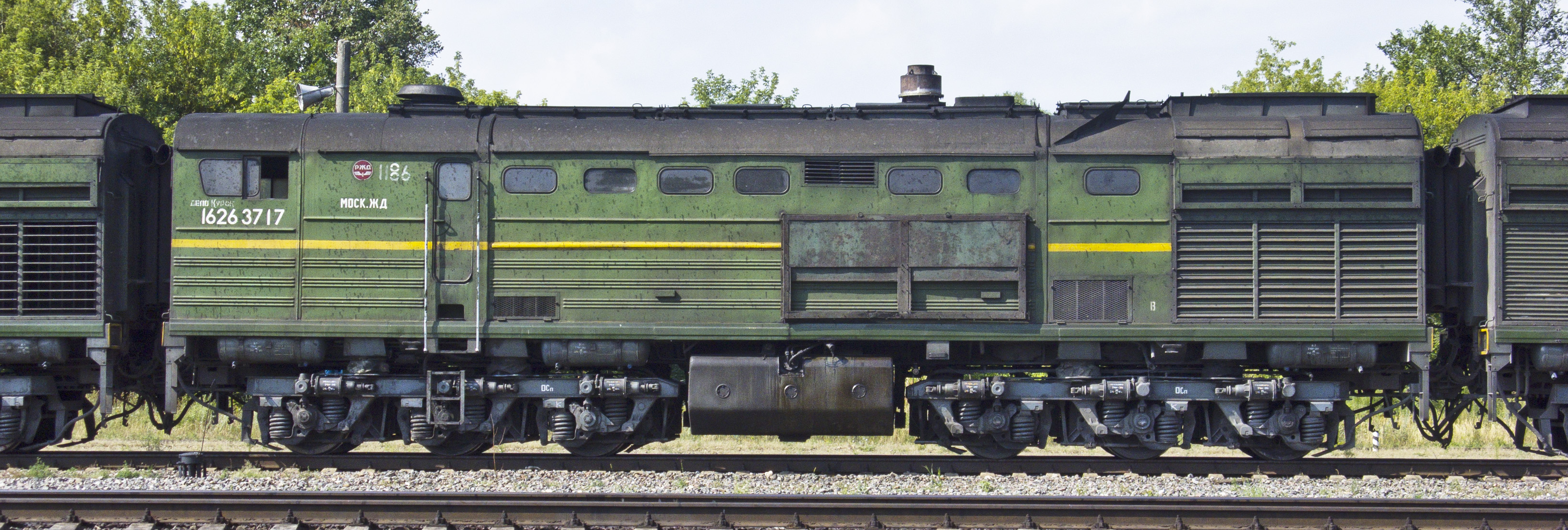
Unité B d'une locomotive 3TE10MK russe

Les locomotives TE10, en configuration A-B-A ou A-B-B-A, nommées respectivement 3TE10M, et 4TE10S. Les unités B des 3TE10 ont des commandes de conduite réduites, destinée aux manœuvres de la locomotive. Les dernières des 3TE10 reconstruites et nommées 3TE10MK sont équipés d'une assistance par ordinateur dans la cabine de contrôle. La plupart de ces locomotives sont en service sur la ligne BAM, situé sur l'Extrême-Orient russe.

### Australie
- Pacific National classe XRB
- CM40-8ML - version sans cabine de la C40-8 construite sur un châssis de C636 pour BHP[2]

### Italie
- Locomotives électriques E. 322 et E. 324

### France
- TBB 64800

### Royaume-Uni
- British Rail Class 13